# Stabilizator de tensiune liniar

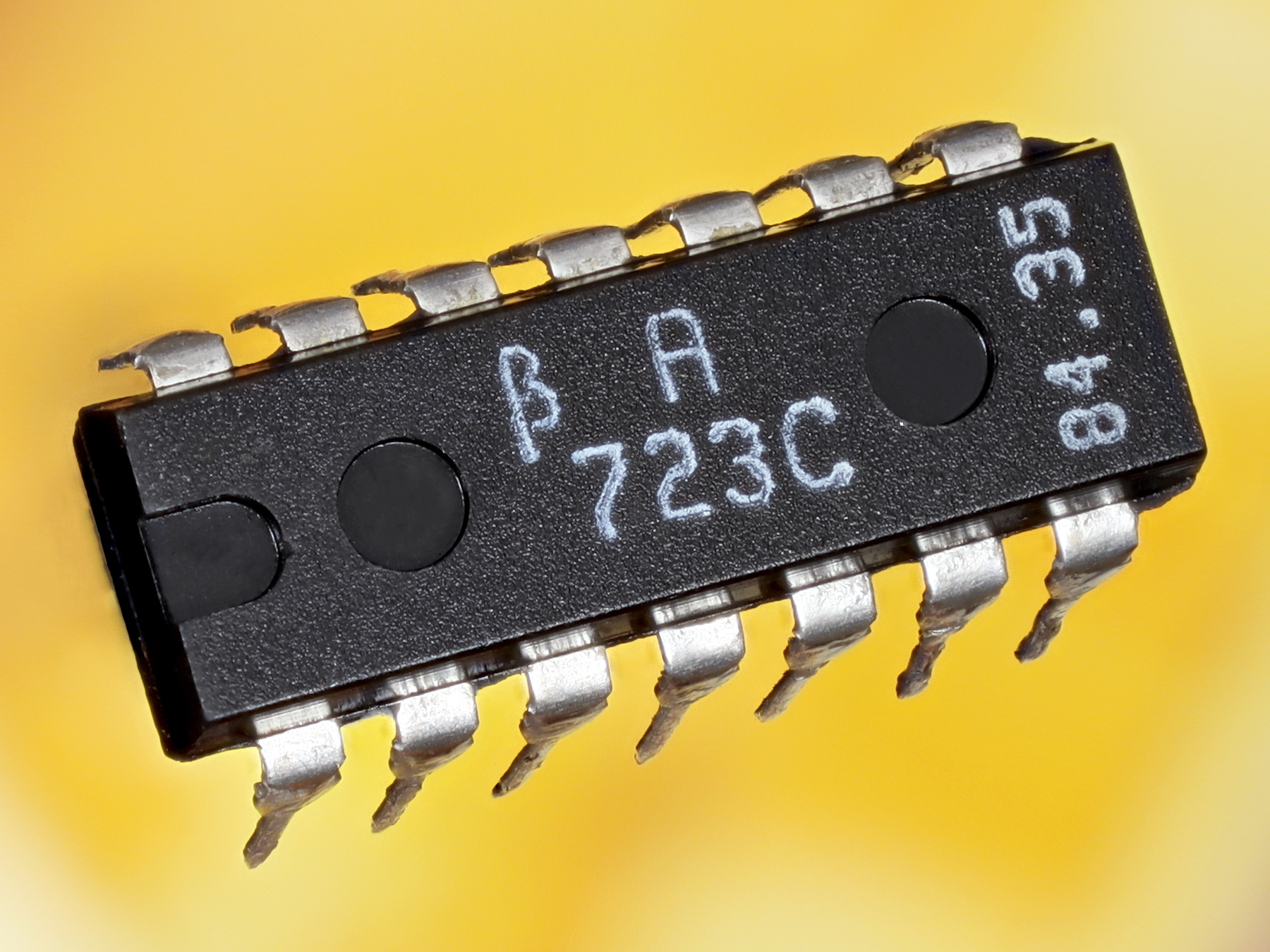
Stabilizator de tensiune liniar, fabricat la IPRS Băneasa, România, 1984

Stabilizatoarele de tensiune sunt dispozitive pentru a menține constantă tensiunea electrică aplicată unui consumator de energie în raport cu variațiile sursei de alimentare, rezistenței de sarcină sau a temperaturii. Circuitele de stabilizare se intercalează între sursa de alimentare și consumator, asigurând un nivel de tensiune constant la bornele sarcinii.
Stabilizatoarele de tensiune se pot clasifica în două categorii.
- Stabilizatoare de tensiune liniare

La acest tip rezistența internă a stabilizatorului variază atât în funcție de tensiunea de intrare, cât și de sarcină, rezultând o tensiune constantă la ieșire. Dispozitivul are funcția similară unui rezistor variabil, care printr-o reglarea continuă a unei rețele de divizare a tensiunii va menține o tensiune constantă la ieșire, iar excesul de energie, datorat diferenței dintre tensiunile de intrare și ieșire, se va disipa sub formă de căldură reziduală. 
- Stabilizatoare care lucrează în comutație.

Un stabilizator în comutație folosește un dispozitiv activ care pornește și se oprește, deci funcționează intermitent, comutând între starea de deschis și închis, pentru a menține o valoare medie a tensiunii la ieșire. 

## Detalii de funcționare
Modelul tipic de stabilizator de tensiune liniar conține în principiu 
- o referință de tensiune {\displaystyle U_{\text{ref}}}
- un amplificator de eroare
- un circuit de ieșire ce furnizează o tensiune {\displaystyle U_{\text{o}}} proporțională cu tensiunea de referință, deci {\displaystyle U_{\text{o}}=KU_{\text{ref}}}. [1]

Deoarece tensiunea obținută la ieșirea unui regulator liniar trebuie să fie întotdeauna mai mică decât tensiunea de intrare, eficiența acestor stabilizatoare este limitată și o condiție indispensabilă este ca tensiunea de intrare trebuie să fie suficient de mare, pentru a permite întotdeauna dispozitivului activ să scadă o anumită valoare, în așa fel încât să mențină corect valoarea tensiunii stabilizate la ieșire.
Dezavantajul principal al acestor tipuri de stabilizatoare este dat de risipa de energie, ce trebuie disipată sub formă de căldură. Acest lucru impune ca majoritatea circuitelor să fie introduse în capsule prevăzute cu posibilitatea de atașare a unui radiator extern.
Toate circuitele stabilizatoare liniare necesită, pentru a funcționa corect, ca între tensiunea furnizată la intrare și cea obținută la ieșire, să existe o diferență minimă de tensiune, numită dropout. Această diferență minimă este dependentă de curentul furnizat și de temperatura joncțiunilor elementului regulator.
Această valoarea minimă este specificată în foile de catalog dedicate pentru fiecare circuit stabilizator liniar. Spre exemplu, la primele generații de circuite stabilizatoare liniare, din seriile LM78xx, LM79xx, valoarea tensiunii de dropout este de aproximativ 2 V.
Există serii de circuite stabilizatoare liniare care pot funcționa corect și la diferențe mai mici pentru tensiunea de dropout.en  Necesitatea implementării acestor circuite a aparut ca urmare a utilizării de tensiuni mai mici, în gama 1.8 V–3 V, care să fie obținute direct dintr-o tensiune de alimentare mică, de la 5 V sau chiar la 3 V. Seriile de circuite stabilizatoare liniare, care funcționează la tensiuni mici de dropout, sunt denumite LDO, stabilizatoarele cu cădere mică de tensiune (din limba engleză - Low Dropout Regulators)
Circuitele de tip LDO au o topologie diferită, cu scheme interne mai complicate și utilizează, în general, ca element activ un tranzistor FET sau, la tensiuni mici, un tranzistor bipolar, în configurații tip open colector-open drenă.en 
Căderea de tensiune minimă poate ajunge si până la numai en 100 mV
Avantajele circuitelor stabilizatoare liniare
- Nu necesită circuite magnetice externe (fie acestea bobine sau transformatoare), care reprezintă un cost suplimentar și uneori au un volum mare
- Generează mai puține interferențe electromagnetice comparativ cu sursele de tensiune care funcționeaza în comutație.
- Tensiunea la ieșire are un riplu mai mic (un filtraj mai bun) prin utilizarea unor capacități mai mici în concordanță cu intensitatea curentului suportat.

## Clasificarea circuitelor stabilizatoare de tensiune liniare
După modul cum sunt conectate în circuit aceste stabilizatoare liniare se împart în două categorii:
- Circuite stabilizatoare de tensiune tip serie

Această familie de circuite este cea mai răspândită, deoarece curentul consumat la intrare este direct proporțional cu cantitatea cerută de sarcină. La un consum redus sau chiar nul de curent la ieșire, circuitele stabilizatoare de tip serie consumă o cantitate neglijabilă de curent de la sursă, deci sunt mult mai eficiente comparativ cu variantele de conectare în paralel. 
- Circuite stabilizatoare de tensiune tip paralel (șunt)

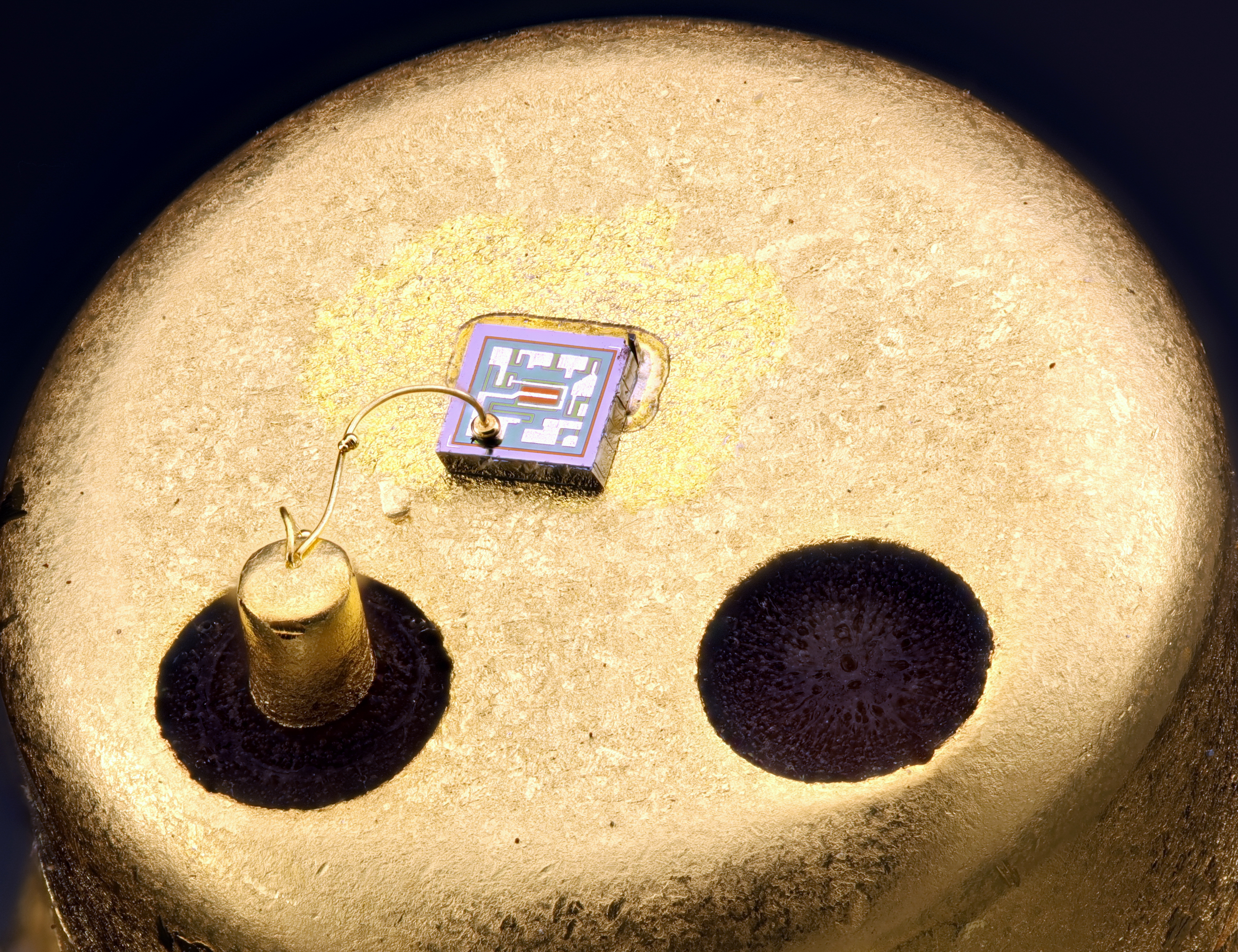
Pastila de siliciu pentru TAA550 circuit stabilizator liniar tip șunt

Aceste circuite se conectează în paralel cu sarcina și, în timpul funcționării, au rolul de a devia o parte din curentul de la bornele sarcinii, pentru a menține o tensiune constantă.
Sunt cele mai simple circuite, utilizate acolo unde curentul cerut de sarcină este foarte mic, deci nu sunt cerințe pentru o eficiență sporită. Cea mai simplă variantă este obținută prin utilizarea unei diode zener la bornele sarcinii. Folosirea unui circuit stabilizator de tip paralel impune existența unui rezistor serie pe ramura de alimentare, între sursa de alimentare și sarcină, care să preia caderea de tensiunea ce apare în plus, ca diferență între tensiunea stabilizată și tensiunea furnizată de sursa de alimentare.
Acest gen de circuit se utilizează pentru obținerea de tensiuni de referință, acolo unde curentul consumat este minim și este importantă doar obținerea unei valori foarte precise pentru tensiunea de la bornele sarcinii.
Deși utilizarea de diode zener este cea mai simpla variantă, apare o limitare dată de valoarea tensiunii stabilizate, nu există posibilitatea de reglare la valori nestandard, se pot utiliza doar valori fixe și de stabilitatea acestor tensiuni în raport cu temperatura mediului ambiant. 
Pentru a elimina aceste dezavantaje au fost dezvoltate circuite stabilizatoare mai complexe, care au posibilitatea de compensare termică a tensiunii stabilizate sau posibilitatea de modificare a tensiunii stabilizate. 
Amintim aici două circuite utilizate, seria TAA550, un circuit stabilizator compensat cu temperatura și seria TL431, un circuit integrat reglabil cu trei terminale pentru stabilizarea de tensiune tip șunt de precizie. TL431 are nevoie doar de un divizor de tensiune extern pentru a regla tensiuni cuprinse între 2,5 și 36 V, la un curent consumat de până la 100 mA.

## Circuite integrate stabilizatoare de tensiune liniare
După modul cum se poate regla tensiunea obținută în circuit cu aceste stabilizatoare liniare, acestea se pot împarți în două categorii:
- Stabilizatore cu tensiunea la ieșire fixă

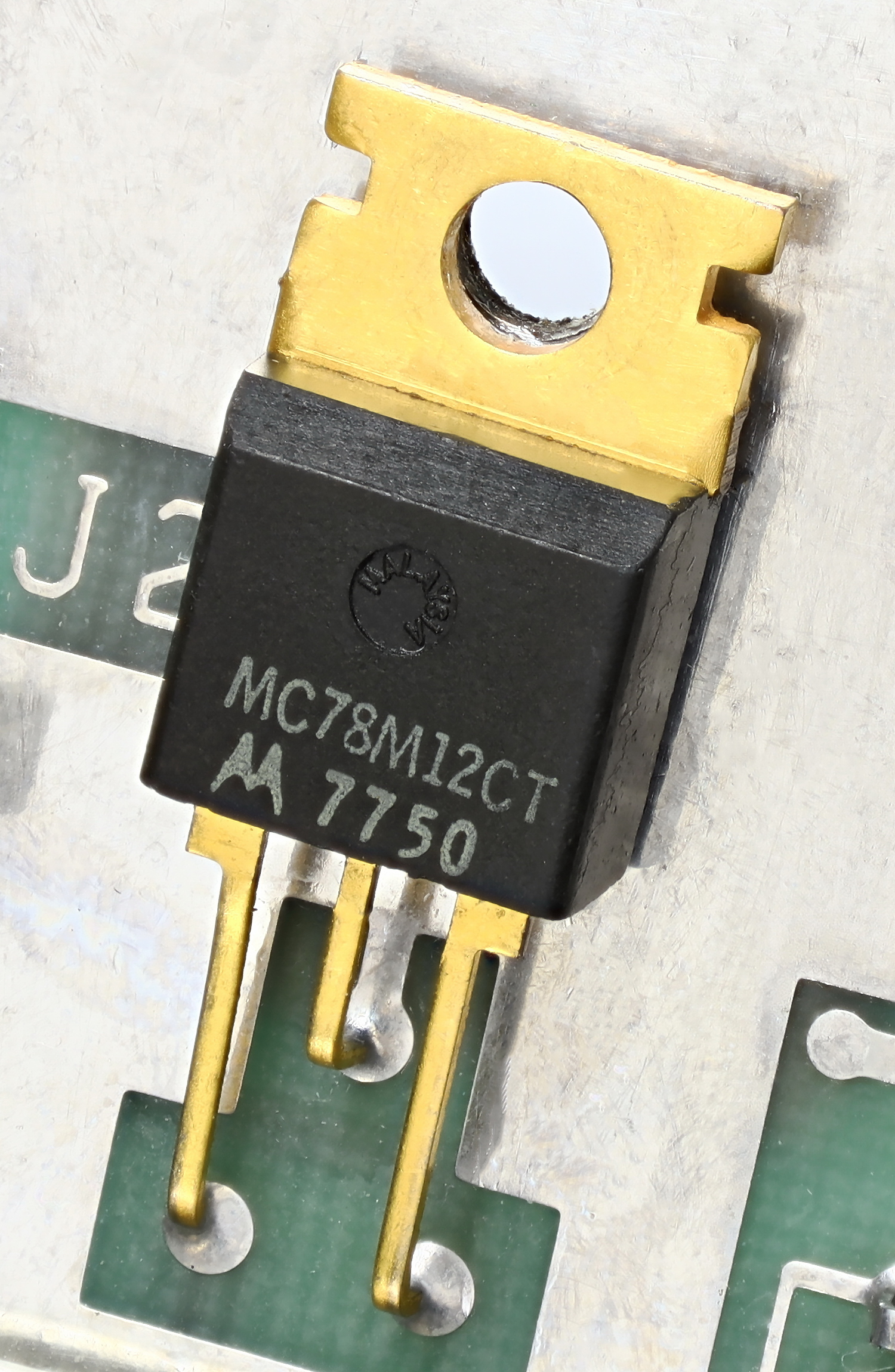
Stabilizator de tensiune liniar, cu trei terminale, tensiune fixă +12 V, seria 7812

Deși au dezavantajul obținerii unor tensiuni fixe, standard, de cele mai multe ori acestea sunt utilizate cu precădere, deoarece sunt foarte simplu de implementat într-un circuit. Acest lucru este și o consecință a faptului că, în cele mai multe situații, tensiunile necesare pentru alimentarea unor circuite sunt alese ca tensiuni standard, discutam aici de ±5 V, ±9 V, ±12V, ±15V sau ±24V. Pentru situațiile în care nu se cere un curent consumat care să depășească valori de 1 A, seria de circuite cu trei terminale 78xx (tensiuni pozitive) și 79xx (tensiuni negative) constituie o alternativă simplă de utilizare. Dezavantajul circuitelor este legat de căderea minimă de tensiune necesară între tensiunea de la intrare și tensiunea de la ieșire, dar implementarea de noi tehnologii a condus la apariția variantelor LDO, care acceptă funcționarea la diferențe mici de tensiune între intrare și ieșire. en Texas Instruments -Stabilizatoare de tensiune liniare LDO
- Stabilizatoare cu tensiunea de ieșire reglabilă

Această categorie se utilizează acolo unde este necesară reglarea tensiunii la ieșire, pentru a o adapta la cerințele circuitului folosit ca sarcină.
De cele mai multe ori ajustarea tensiunii se face simplu, este necesară prezența unui divizor rezistiv la ieșire, care pentru situațiile standard se prezintă sub forma a două rezistențe. Cazurile mai delicate, acolo unde reglarea tensiunii trebuie făcută separat pentru fiecare circuit, utilizează potentiometre sau semireglabile pentru ajustare.
Și aici au fost dezvoltate o gama largă de circuite integrate in capsule cu doar trei terminale, pentru montarea pe cablaj prin găuri sau variante pentru montare pe suprafața circuitului imprimat, variante SMD.
Circuitele clasice reglabile cu trei terminale au fost inițial produse pentru a livra curenți mici, dar ulterior au aparut variante cu disponibilități de curent mai mari, de la minim 2 - 3A, en (exemplu de stabilizatoare de tensiune reglabile liniare LDO, din seria LT380X) sau chiar mai mult, CS5210−1 este un exemplu de circuit LDO, cu trei terminale, tensiune reglabilă, care poate furniza la ieșire un curent de până la en 10 A